# Oberon, New South Wales
Oberon är en ort i Australien. Den ligger i kommunen Oberon och delstaten New South Wales, i den sydöstra delen av landet, omkring 130 kilometer väster om delstatshuvudstaden Sydney. Antalet invånare är 3 497.
Trakten är glest befolkad. Oberon är det största samhället i trakten.